# Gran Premio di superbike di Portimão 2015
Il Gran Premio di superbike di Portimão 2015 è stato la settima prova del mondiale superbike del 2015, nello stesso fine settimana si è corso il settimo gran premio stagionale del mondiale supersport del 2015. Jonathan Rea si impone in gara uno, per quanto concerne la Superbike, con un margine di circa nove secondi sul compagno di squadra Tom Sykes; Chaz Davies completa un podio tutto britannico giungendo terzo. Rea vince anche gara due, in questo caso precede Davide Giugliano staccato di circa cinque secondi, terzo posto per Leon Haslam su Aprilia. La gara valevole per il mondiale Supersport va a Jules Cluzel che taglia il traguardo con poco più di un decimo di secondo di vantaggio su Kenan Sofuoğlu, al terzo posto, più staccato, Patrick Jacobsen su Honda.

## Superbike

### Gara 1
Fonte

#### Arrivati al traguardo
| Pos. | Nº | Pilota               | Squadra                          | Motocicletta      | Giri | Tempo     | Griglia | Punti |
| ---- | -- | -------------------- | -------------------------------- | ----------------- | ---- | --------- | ------- | ----- |
| 1º   | 65 | Jonathan Rea         | Kawasaki Racing                  | Kawasaki ZX-10R   | 20   | 37'10.092 | 8º      | 25    |
| 2º   | 66 | Tom Sykes            | Kawasaki Racing                  | Kawasaki ZX-10R   | 20   | +9.384    | 2º      | 20    |
| 3º   | 7  | Chaz Davies          | Aruba.it Racing-Ducati SBK       | Ducati Panigale R | 20   | +13.753   | 3º      | 16    |
| 4º   | 34 | Davide Giugliano     | Aruba.it Racing-Ducati SBK       | Ducati Panigale R | 20   | +27.818   | 1º      | 13    |
| 5º   | 1  | Sylvain Guintoli     | PATA Honda                       | Honda CBR1000RR   | 20   | +28.141   | 7º      | 11    |
| 6º   | 15 | Matteo Baiocco       | Althea Racing                    | Ducati Panigale R | 20   | +39.665   | 6º      | 10    |
| 7º   | 86 | Ayrton Badovini      | BMW Motorrad Italia              | BMW S1000 RR      | 20   | +40.829   | 10º     | 9     |
| 8º   | 36 | Leandro Mercado      | Barni Racing                     | Ducati Panigale R | 20   | +43.401   | 11º     | 8     |
| 9º   | 60 | Michael van der Mark | PATA Honda                       | Honda CBR1000RR   | 20   | +59.025   | 13º     | 7     |
| 10º  | 22 | Alex Lowes           | VOLTCOM Crescent Suzuki          | Suzuki GSX-R1000  | 20   | +1:01.388 | 4º      | 6     |
| 11º  | 81 | Jordi Torres         | Aprilia Racing Team - Red Devils | Aprilia RSV4 RF   | 20   | +1:02.769 | 9º      | 5     |
| 12º  | 91 | Leon Haslam          | Aprilia Racing Team - Red Devils | Aprilia RSV4 RF   | 20   | +1:04.152 | 5º      | 4     |
| 13º  | 14 | Randy de Puniet      | VOLTCOM Crescent Suzuki          | Suzuki GSX-R1000  | 20   | +1:39.537 | 16º     | 3     |
| 14º  | 44 | David Salom          | Team Pedercini                   | Kawasaki ZX-10R   | 20   | +1:43.681 | 12º     | 2     |
| 15º  | 18 | Nicolás Terol        | Althea Racing                    | Ducati Panigale R | 20   | +1:45.940 | 17º     | 1     |
| 16º  | 40 | Román Ramos          | Team Go Eleven                   | Kawasaki ZX-10R   | 20   | +1:49.326 | 15º     |       |
| 17º  | 59 | Niccolò Canepa       | Grillini SBK                     | Kawasaki ZX-10R   | 19   | +1 giro   | 20º     |       |
| 18º  | 23 | Christophe Ponsson   | Team Pedercini                   | Kawasaki ZX-10R   | 19   | +1 giro   | 18º     |       |
| 19º  | 75 | Gábor Rizmayer       | BMW Team Toth                    | BMW S1000 RR      | 19   | +1 giro   | 21º     |       |
| 20º  | 10 | Imre Tóth            | BMW Team Toth                    | BMW S1000 RR      | 15   | +5 giri   | 22º     |       |

#### Ritirati
| Nº | Pilota            | Squadra                 | Motocicletta      | Giri | Griglia |
| -- | ----------------- | ----------------------- | ----------------- | ---- | ------- |
| 51 | Santiago Barragán | Grillini SBK            | Kawasaki ZX-10R   | 15   | 19º     |
| 2  | Leon Camier       | MV Agusta Reparto Corse | MV Agusta 1000 F4 | 2    | 14º     |

### Gara 2
Fonte

#### Arrivati al traguardo
| Pos. | Nº | Pilota               | Squadra                          | Motocicletta       | Giri | Tempo     | Griglia | Punti |
| ---- | -- | -------------------- | -------------------------------- | ------------------ | ---- | --------- | ------- | ----- |
| 1º   | 65 | Jonathan Rea         | Kawasaki Racing                  | Kawasaki ZX-10R    | 20   | 34'33.783 | 8º      | 25    |
| 2º   | 34 | Davide Giugliano     | Aruba.it Racing-Ducati SBK       | Ducati Panigale R  | 20   | +5.416    | 1º      | 20    |
| 3º   | 91 | Leon Haslam          | Aprilia Racing Team - Red Devils | Aprilia RSV4 RF    | 20   | +6.689    | 5º      | 16    |
| 4º   | 7  | Chaz Davies          | Aruba.it Racing-Ducati SBK       | Ducati Panigale R  | 20   | +10.445   | 3º      | 13    |
| 5º   | 60 | Michael van der Mark | PATA Honda                       | Honda CBR1000RR SP | 20   | +14.122   | 13º     | 11    |
| 6º   | 1  | Sylvain Guintoli     | PATA Honda                       | Honda CBR1000RR SP | 20   | +14.265   | 7º      | 10    |
| 7º   | 81 | Jordi Torres         | Aprilia Racing Team - Red Devils | Aprilia RSV4 RF    | 20   | +16.213   | 9º      | 9     |
| 8º   | 66 | Tom Sykes            | Kawasaki Racing                  | Kawasaki ZX-10R    | 20   | +19.384   | 2º      | 8     |
| 9º   | 36 | Leandro Mercado      | Barni Racing                     | Ducati Panigale R  | 20   | +19.998   | 11º     | 7     |
| 10º  | 15 | Matteo Baiocco       | Althea Racing                    | Ducati Panigale R  | 20   | +27.332   | 6º      | 6     |
| 11º  | 40 | Román Ramos          | Team Go Eleven                   | Kawasaki ZX-10R    | 20   | +28.904   | 15º     | 5     |
| 12º  | 86 | Ayrton Badovini      | BMW Motorrad Italia              | BMW S1000 RR       | 20   | +31.138   | 10º     | 4     |
| 13º  | 22 | Alex Lowes           | VOLTCOM Crescent Suzuki          | Suzuki GSX-R1000   | 20   | +34.252   | 4º      | 3     |
| 14º  | 23 | Christophe Ponsson   | Team Pedercini                   | Kawasaki ZX-10R    | 20   | +56.181   | 18º     | 2     |
| 15º  | 18 | Nicolás Terol        | Althea Racing                    | Ducati Panigale R  | 20   | +1:02.679 | 17º     | 1     |
| 16º  | 14 | Randy de Puniet      | VOLTCOM Crescent Suzuki          | Suzuki GSX-R1000   | 20   | +1:03.200 | 16º     |       |
| 17º  | 59 | Niccolò Canepa       | Grillini SBK                     | Kawasaki ZX-10R    | 20   | +1:03.488 | 20º     |       |
| 18º  | 75 | Gábor Rizmayer       | BMW Team Toth                    | BMW S1000 RR       | 19   | +1 giro   | 21º     |       |
| 19º  | 10 | Imre Tóth            | BMW Team Toth                    | BMW S1000 RR       | 19   | +1 giro   | 22º     |       |

#### Ritirati
| Nº | Pilota            | Squadra                 | Motocicletta      | Giri | Griglia |
| -- | ----------------- | ----------------------- | ----------------- | ---- | ------- |
| 51 | Santiago Barragán | Grillini SBK            | Kawasaki ZX-10R   | 8    | 19º     |
| 44 | David Salom       | Team Pedercini          | Kawasaki ZX-10R   | 4    | 12º     |
| 2  | Leon Camier       | MV Agusta Reparto Corse | MV Agusta 1000 F4 | 1    | 14º     |

## Supersport
Fonte

### Arrivati al traguardo
| Pos. | Nº  | Pilota             | Squadra                       | Motocicletta     | Giri | Tempo     | Griglia | Punti |
| ---- | --- | ------------------ | ----------------------------- | ---------------- | ---- | --------- | ------- | ----- |
| 1º   | 16  | Jules Cluzel       | MV Agusta Reparto Corse       | MV Agusta F3 675 | 18   | 31'54.954 | 1º      | 25    |
| 2º   | 54  | Kenan Sofuoğlu     | Kawasaki Puccetti Racing      | Kawasaki ZX-6R   | 18   | +0.184    | 2º      | 20    |
| 3º   | 99  | Patrick Jacobsen   | CORE'' Motorsport Thailand    | Honda CBR600RR   | 18   | +7.597    | 3º      | 16    |
| 4º   | 4   | Gino Rea           | CIA Landlords Insurance Honda | Honda CBR600RR   | 18   | +8.369    | 5º      | 13    |
| 5º   | 87  | Lorenzo Zanetti    | MV Agusta Reparto Corse       | MV Agusta F3 675 | 18   | +12.451   | 8º      | 11    |
| 6º   | 111 | Kyle Smith         | PATA Honda                    | Honda CBR600RR   | 18   | +13.059   | 4º      | 10    |
| 7º   | 11  | Christian Gamarino | Team Go Eleven                | Kawasaki ZX-6R   | 18   | +19.976   | 13º     | 9     |
| 8º   | 44  | Roberto Rolfo      | Team Lorini                   | Honda CBR600RR   | 18   | +20.355   | 9º      | 8     |
| 9º   | 36  | Martín Cárdenas    | CIA Landlords Insurance Honda | Honda CBR600RR   | 18   | +32.141   | 10º     | 7     |
| 10º  | 61  | Fabio Menghi       | VFT Racing                    | Yamaha YZF R6    | 18   | +35.078   | 7º      | 6     |
| 11º  | 24  | Marcos Ramírez     | Team Lorini                   | Honda CBR600RR   | 18   | +35.089   | 17º     | 5     |
| 12º  | 5   | Marco Faccani      | San Carlo Puccetti Racing     | Kawasaki ZX-6R   | 18   | +35.295   | 12º     | 4     |
| 13º  | 68  | Glenn Scott        | AARK Racing                   | Honda CBR600RR   | 18   | +36.058   | 14º     | 3     |
| 14º  | 6   | Dominic Schmitter  | Team Go Eleven                | Kawasaki ZX-6R   | 18   | +59.859   | 16º     | 2     |
| 15º  | 117 | Miguel Praia       | CIA Landlords Insurance Honda | Honda CBR600RR   | 18   | +1:02.567 | 18º     | 1     |
| 16º  | 10  | Nacho Calero       | Orelac Racing                 | Honda CBR600RR   | 18   | +1:18.363 | 19º     |       |

### Ritirati
| Nº | Pilota         | Squadra                       | Motocicletta     | Giri | Griglia |
| -- | -------------- | ----------------------------- | ---------------- | ---- | ------- |
| 25 | Alex Baldolini | Race Department ATK#25        | MV Agusta F3 675 | 10   | 6º      |
| 19 | Kevin Wahr     | SMS Racing                    | Honda CBR600RR   | 2    | 15º     |
| 84 | Riccardo Russo | CIA Landlords Insurance Honda | Honda CBR600RR   | 2    | 11º     |

### Non qualificato
| Nº | Pilota            | Squadra      | Motocicletta   |
| -- | ----------------- | ------------ | -------------- |
| 34 | Ezequiel Iturrioz | CATBIKE/exit | Kawasaki ZX-6R |